# Chet (Fluss)
Der Chet ist ein Fluss im Süden der englischen Grafschaft Norfolk. Er mündet in den Yare und ist von der Kleinstadt Loddon aus rund 5 Kilometer für die Sportschifffahrt nutzbar.

## Verlauf
Von seiner Quelle bei dem Ort Poringland verläuft der Chet zunächst unter der Bezeichnung Well Beck (Brunnenbach) in östlicher Richtung durch die Dörfer Brooke und Bergh Apton. In der Nähe der Gemeinde Thurton überquert eine Straßenbrücke der Landstraße A146 (Norwich – Lowestoft) den Fluss, bevor er sich im Ort Loddon zu einem kleinen Hafenbecken weitet. Hier finden sich, am Beginn der Schiffbarkeit, öffentliche und private Anleger für Sportboote.

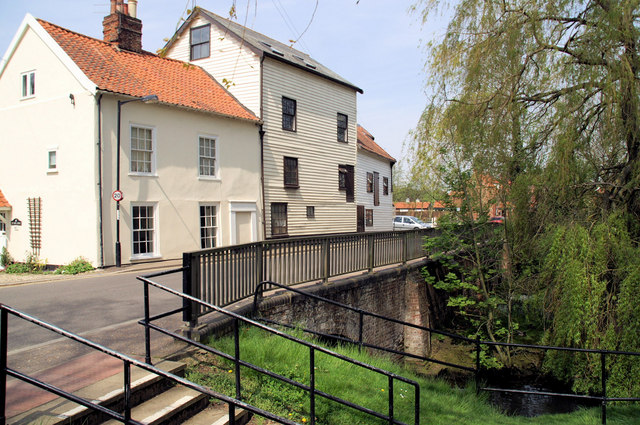
Die Wassermühle in Loddon

Die Wassermühle von Loddon (auch „Chedgrave Mill“ genannt) ist eines der ältesten Gebäude des Ortes; Bereits im Domesday Book des 11. Jahrhunderts wurde eine Mühle in Loddon erwähnt, bei der es sich jedoch um ein anderes, nicht mehr vorhandenes Bauwerk gehandelt hat. Die heutige Mühle stammt aus dem 16. Jahrhundert.

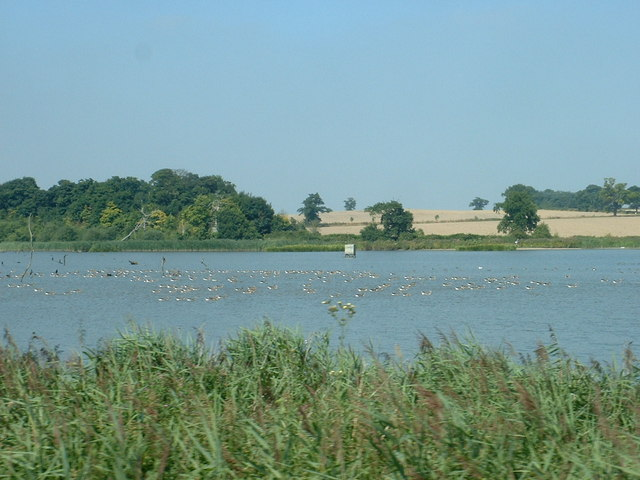
Hardley Flood

Auf den 5 Kilometern bis zur Mündung in den Yare führt der wegen seiner scharfen Biegungen anspruchsvolle Flusslauf des Chet rund einen Kilometer unmittelbar, nur durch einen schmalen Deich getrennt, an dem Gewässer Hardley Flood entlang. Hierbei handelt es sich um ein Naturreservat, das vom Norfolk Wildlife Trust betreut wird. Hardley Flood ist ein wichtiges Brutgebiet für verschiedene Gänsearten und Ibisse.
In diesem Bereich wurde im Jahr 2013 bei Baggerarbeiten für einen neuen Entwässerungskanal ein 400 bis 600 Jahre altes Holzboot gefunden, das gut erhalten war. Erste Feststellungen zeigten, dass das verwendete Holz von minderer Qualität war, das Boot jedoch mit außerordentlichem handwerklichen Geschick gebaut worden war. Im Herbst 2021 wurden erneut umfangreiche Baggerarbeiten begonnen, 6.000 Kubikmeter Sediment sollen zum  Ausbau des Wherryman’s Way footpath, einem Fernwanderweg entlang des Flusses, benutzt werden.

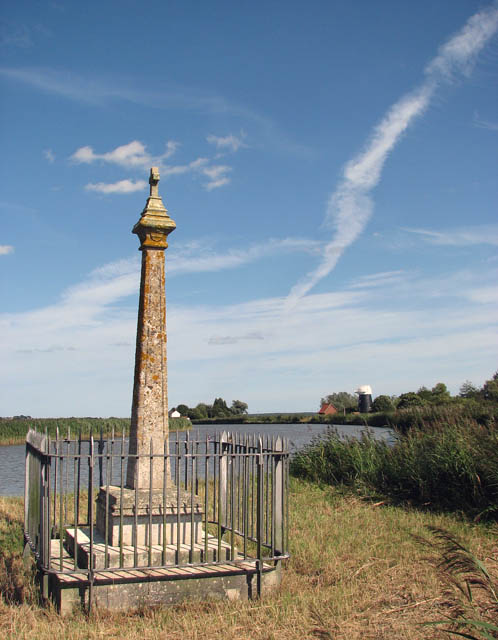
Hardley Cross

Der Chet mündet rund 2 Kilometer flussaufwärts des Ortes Reedham in den Yare. Das Hardley Cross befindet sich nahe der Mündung. Es stammt aus dem Jahr 1676 und markierte die Grenze zwischen der Stadt Norwich und dem Borough von Great Yarmouth.
Angelsport ist zwischen Loddon und der Mündung in den Yare erlaubt. Brassen und Plötzen (Rotaugen) gehören zu den vorhandenen Fischen.